# إليزابيث هو
إليزابيث هو (بالإنجليزية: Elizabeth Ho)‏ هي ممثلة أمريكية، ولدت في 2 مايو 1983 بسان فرانسيسكو في الولايات المتحدة.

## أعمال

### مسلسلات
- رجلان ونصف
- فتاتان مفلستان
- كاسل

## وصلات خارجية
- إليزابيث هو على موقع IMDb (الإنجليزية)
- إليزابيث هو على موقع ألو سيني (الفرنسية)
- إليزابيث هو على موقع أول موفي (الإنجليزية)
- إليزابيث هو على موقع قاعدة بيانات الفيلم (الإنجليزية)
- إليزابيث هو على موقع كينوبويسك (الروسية)